# Parallels (software)
Parallels is virtualisatiesoftware die werd ontwikkeld door het gelijknamige Amerikaanse bedrijf Parallels, Inc. De eerste versie van Parallels Desktop for Mac verscheen op 15 juni 2006.
Parallels koppelt de hardware van de hoofdcomputer direct aan de virtuele bronnen. Omdat alle virtuele machines dezelfde stuurprogramma's gebruiken, hebben deze een hoge portabiliteit. Met andere woorden, de virtuele computer kan eenvoudig overgezet worden om op andere hardware te draaien.

## Parallels Desktop for Mac
Parallels Desktop for Mac is het eerste product dat het bedrijf op de markt bracht in 2006. Het voorziet in hardwarevirtualisatie voor Mac-computers met een Intel-processor. Het was destijds het eerste pakket dat reguliere virtualisatiesoftware naar de Mac bracht, waar software daarvoor nog werd geëmuleerd.
De software verscheen vanaf 2006 jaarlijks met een upgrade voor ondersteuning van nieuwe besturingssystemen, functies en software.

### Versies
- Parallels Desktop for Mac (2006)
- Parallels Desktop 2.5 for Mac (2007)
- Parallels Desktop 3 for Mac (2007)
- Parallels Desktop 4 for Mac (2008)
- Parallels Desktop 5 for Mac (2009)
- Parallels Desktop 6 for Mac (2010)
- Parallels Desktop 7 for Mac (2011)
- Parallels Desktop 8 for Mac (2012)
- Parallels Desktop 9 for Mac (2013)
- Parallels Desktop 10 for Mac (2014)
- Parallels Desktop 11 for Mac (2015)
- Parallels Desktop 12 for Mac (2016)
- Parallels Desktop 13 for Mac (2017)
- Parallels Desktop 14 for Mac (2018)
- Parallels Desktop 15 for Mac (2019)
- Parallels Desktop 16 for Mac (2020)
- Parallels Desktop 17 for Mac (2021)
- Parallels Desktop for Chrome OS (2021)
- Parallels Desktop 18 for Mac (2022)
- Parallels Desktop 19 for Mac (2023)
- Parallels Desktop 20 for Mac (2024)

## Parallels Server for Mac
Parallels Server for Mac kwam uit op 17 juni 2008 en is praktisch gelijk aan de Desktop-versie. De software verschilt op het punt van betere hardwareoptimalisatie en het verwerken van servertaken zoals databases, e-mail en bestandsdeling.
Gebruikers kunnen zowel een 32- als 64-bits besturingssysteem draaien van Mac OS X Server, Windows, Linux en Apple UNIX runtime for Xserve. Ook bevat het de Parallels Management Console, voor het op afstand beheren van een virtuele machine, en Parallels Explorer, waarmee men de gegevens van een virtuele machine kan bekijken en wijzigen, zonder deze VM op te starten.

### Versies
- Parallels Server for Mac
- Parallels Server for Mac 4.0

### Ondersteuning
Tot de specificaties behoren:
- Virtuele ondersteuning voor 4-weg multiprocessors
- Maximaal 32 GB fysiek werkgeheugen (RAM)
- Maximaal 8 GB virtueel werkgeheugen
- Schijfgroottes tot wel 2 TB
- Ondersteuning voor Intel Virtualization Technology (Intel VT-x)
- Advanced Configuration and Power Interface (ACPI)
- Open API
- SNMP en command-line-interface

## Parallels Workstation
Parallels Workstation was de eerste commerciële virtualisatiesoftware voor Windows en Linux die Parallels, Inc. uitbracht. Het verscheen voor het eerst op 8 november 2011. Workstation werd ondersteund op Windows XP, Vista en 7, maar ook op diverse Linux-distro's als Debian 6.0, Fedora 14 en 15, OpenSUSE 11.1, Ubuntu 10 en 11, Red Hat 6 en SUSE Linux Desktop 11. De software werd beëindigd per 2013.

### Versies
- Parallels Workstation
- Parallels Workstation 6

### Ondersteuning
Tot de specificaties behoren:
- Ondersteuning voor een 64-bits processor
- Maximaal 64 GB werkgeheugen (RAM)
- VGA en SVGA videokaarten met maximaal 256 MB VRAM
- 1,44 MB diskettestation
- Maximaal vier IDE-apparaten
- Harde schijf van 20 MB tot 128 GB
- Cd-rom-station
- Maximaal 16 SATA-apparaten
- Tot en met vier seriële poorten en drie parallelle poorten
- Ethernetkaart met ondersteuning voor IPv6
- USB 2.0-controller
- AC'97-compatibele geluidskaart

### Systeemeisen
Parallels Workstation 6 vereist de volgende specificaties:
- Processor van minimaal 1,66 GHz (x86- of x86-64-architectuur)
- Werkgeheugen van minimaal 2 GB

## Parallels Workstation Extreme
Parallels Workstation Extreme verscheen op 30 maart 2009 en is een aangepaste versie van Parallels Workstation. De Extreme-versie is geoptimaliseerd voor grafisch intensieve taken, zoals geografische simulatie, financiële analyses en digitale media. Het draait uitsluitend op 64-bit-versies met Xeon-processors op de hostcomputer, en het biedt ondersteuning voor maximaal 16 processorkernen, 64 GB aan werkgeheugen, 16 virtuele netwerkadapters, 2 TB aan opslagruimte en meerdere beeldschermen.

### Versies
- Parallels Workstation Extreme
- Parallels Workstation 6 Extreme

### Systeemeisen
Parallels Workstation 6 Extreme vereist de volgende specificaties:
- 1 of 2 Xeon-processors in de 5500-serie
- Werkgeheugen van minimaal 8 GB
- Schijfruimte: 10 GB per virtuele machine
- Nvidia Quadro FX videokaarten
- 64-bit versie van Windows Vista, Windows XP SP 3 of Red Hat Enterprise Linux 5.3

## Concurrenten
- Citrix met XenServer
- Microsoft met de producten Virtual PC, Virtual Server en Hyper-V
- Oracle Corporation met VirtualBox
- Red Hat met RHEV
- VMware met VMware Player